# Альвін Рімке
Алвін Рімке (нім. Alwin Riemke, 2 лютого 1910 — листопад 1991, Нюрнберг), також відомий як «Альв» — німецький футбольний воротар, футбольний тренер і функціонер DFB.

## Кар'єра гравця
Рімке, який виріс у Лейпцигу, 16-річним юнаком став гравцем першої команди «Фортуни» (Лейпциг) і перейшов у ВФБ Лейпциг у 1928 році, за який він грав протягом двох сезонів. Окрім ігор у регіональному чемпіонаті, також грав у 1/8 фіналу фінального турніру чемпіонату Німеччини 1930 року, який відбувся 18 серпня 1930 року. ВФБ програв з рахунком 3:4 «Гольштайну».
У сезоні 1930/31 перейшов до команди «Мюнхен 1860», що грала в регіональній лізі Баварії, в групі Південна Баварія. Команда закінчила змагання на другому місці після «Баварії» (Мюнхен). У фінальному турнірі чемпіонату Німеччини 1931 року він зіграв у всіх чотирьох іграх, включаючи фінальний матч 14 червня 1931 року проти «Герти», програний з рахунком 2:3.
З 1932 по 1934 рік Рімке знову грав за ВФБ Лейпциг. З 1934 по 1936 рік він був граючим тренером у командах швейцарської національної ліги «Лозанна», потім у «Базелі». Безпосередньо на полі він зіграв по чотири матчі в чемпіонаті за кожну з команд. Далі грав і працював в клубі «Кройцлінген», що виступав в другому дивізіоні. Пізніше був граючим тренером «Нюрнберга» в 1939—1941 роках, де завершив свою активну футбольну кар'єру, зігравши шість матчів у чемпіонаті.

## Кар'єра тренера
Першим серйозним успіхом 25-річного граючого тренера став «дубль» з «Лозанною» в сезоні 1934/35. В полі Альвін зіграв чотири матчі, а основним воротарем команди був воротар збірної Швейцарії Франк Сешехай, що перейшов до «Лозанни» на початку сезону з клубу «Серветт» (Женева). Далі працював у «Базелі». Влітку 1936 був тренером «Лозанни» в Кубку Мітропи. Його команда зустрічалась з чехословацьким клубом «Жиденіце» і в першому матчі програла з рахунком 0:5. Вдома клуб з Лозанни виграв з рахунком 2:1, але далі пройшов суперник.
У середині 1930-х Рімке кілька місяців працював у структурі англійського клубу «Арсенал» і пройшов сертифікований курс тренера з Джиммі Гоганом. Повернувшись до Німеччини, обіймав посаду тренера «Фюрта» з 1937 по березень 1939, а потім до 1941 року в «Нюрнбергу». Виграв з командою Кубок Німеччини в 1939 році.
Після закінчення Другої світової війни керував командою міста Зальцбург, а потім повернувся до «Нюрнберга» в 1945 році і зайняв з командою друге місце в Оберлізі Південь. У другій половині наступного сезону в січні 1947 року він ненадовго очолив «Фюрт», а потім тричі тренував мюнхенську «Баварію». З 1951 по 1952 рік знову працював з «Нюрнбергом», де залишився членом правління.
У 1950-х роках був тренером аматорської збірної Баварської футбольної асоціації. У 1955 році він вивів цю команду до фіналу національного кубка серед регіональних збірних. 1 липня 1955 року він несподівано подав у відставку після перемоги над Вестфалією з рахунком 5:2 на стадіоні «Розенау» в Аугсбурзі.
У 1966 році був частиною делегації DFB на Чемпіонаті світу 1966 року в Англії, де отримав травму в аварії автобуса і був госпіталізований. У 1970-х він був членом комітету DFB, що відповідав за аматорську збірну Німеччини на Олімпійському футбольному турнірі 1972 року в Мюнхені.

## Різне
Після закінчення Другої світової війни керував спортивним магазином, спочатку на Кенігштрассе в Нюрнберзі, потім на Кароліненштрассе, 5.